# Вальє-де-Льєрп
Вальє-де-Льєрп (ісп. Valle de Lierp) — муніципалітет в Іспанії, у складі автономної спільноти Арагон, у провінції Уеска. Населення — 42 особи (2009).
Муніципалітет розташований на відстані близько 410 км на північний схід від Мадрида, 80 км на схід від Уески.
На території муніципалітету розташовані такі населені пункти: (дані про населення за 2009 рік)
- Ехеа: 17 осіб
- Падарніу: 11 осіб
- Пуейо: 6 осіб
- Реперос: 2 особи
- Сала: 9 осіб
- Серрате: 20 осіб

## Демографія
Динаміка населення (INE ):